# Elsa Granath
Elsa Maria Granath, född 8 april 1921 i Stora Tuna församling, Kopparbergs län, död 10 augusti 2005, var en svensk barn- och ungdomspsykiater.
Granath, som var dotter till köpman Axel Uppström och Ester Larsson, avlade studentexamen i Uppsala 1941, blev medicine kandidat vid Uppsala universitet 1944 och medicine licentiat där 1950. Hon var underläkare på barnavdelningen i Östersund 1950, på epidemisjukhus och vid medicinska avdelningen på Sundsvalls sjukhus 1950–1954, barnavdelningen 1954–1958, barnpsykiatriska avdelningen 1964–1970, tillförordnad överläkare 1966–1970 och överläkare från 1970. Hon var skolläkare och praktiserande läkare 1958–1964.